# Club Atlético Ferrocarril General San Martín
El Club Atlético Ferrocarril General San Martín, o simplemente San Martín, es un club deportivo argentino, fundado en 1908. 

## Historia

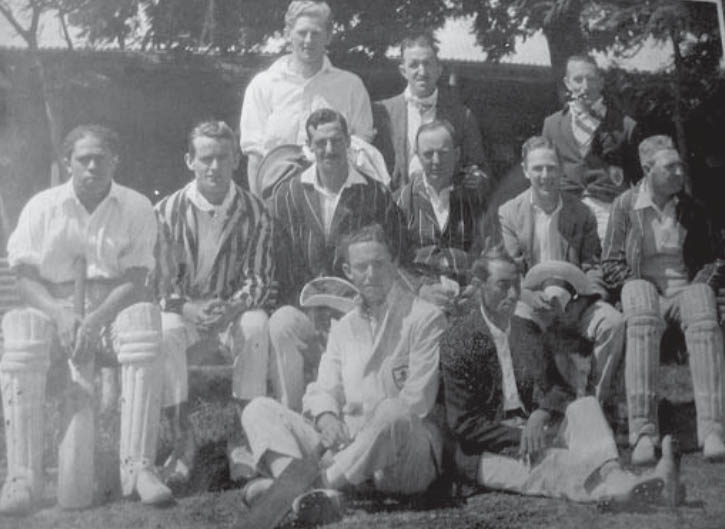
Equipo de críquet del Pacific de 1909.

El club fue fundado el 6 de abril de 1908 y tuvo su origen en la necesidad de los empleados británicos del Ferrocarril Pacífico de la Argentina para realizar la práctica de deportes como el cricket, fútbol, el hockey, el rugby y el tenis. Tomó como nombre Pacific Railway Athletic Club y se instaló en terrenos cedidos por la empresa ferroviaria ubicados en la estación de Santos Lugares, Partido de Tres de Febrero de la Provincia de Buenos Aires.
El mismo año de su fundación, el club fue uno de los tres fundadores de la Asociación Argentina de Hockey, junto al Club San Isidro (CASI) y al Belgrano Athletic.

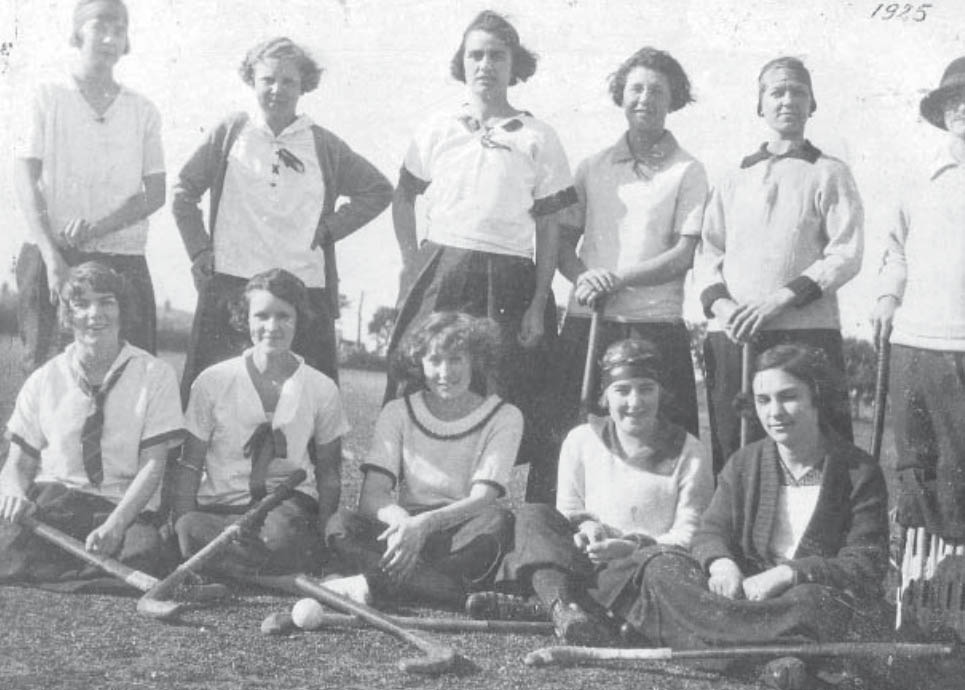
Equipo de hockey femenino del Pacific en 1925.

### Fugaz paso por la AFA
En 1909 se afilia a la Argentine Football Association y compite en la Sección E de la Tercera División, que era una categoría semijuvenil. Allí se enfrentó a distintos equipos juveniles de equipos de Primera y Segunda División, entre ellos a algunos de los hoy conocidos como cinco grandes. Tras el campeonato, se desafilió.

### Consolidación a través del rugby

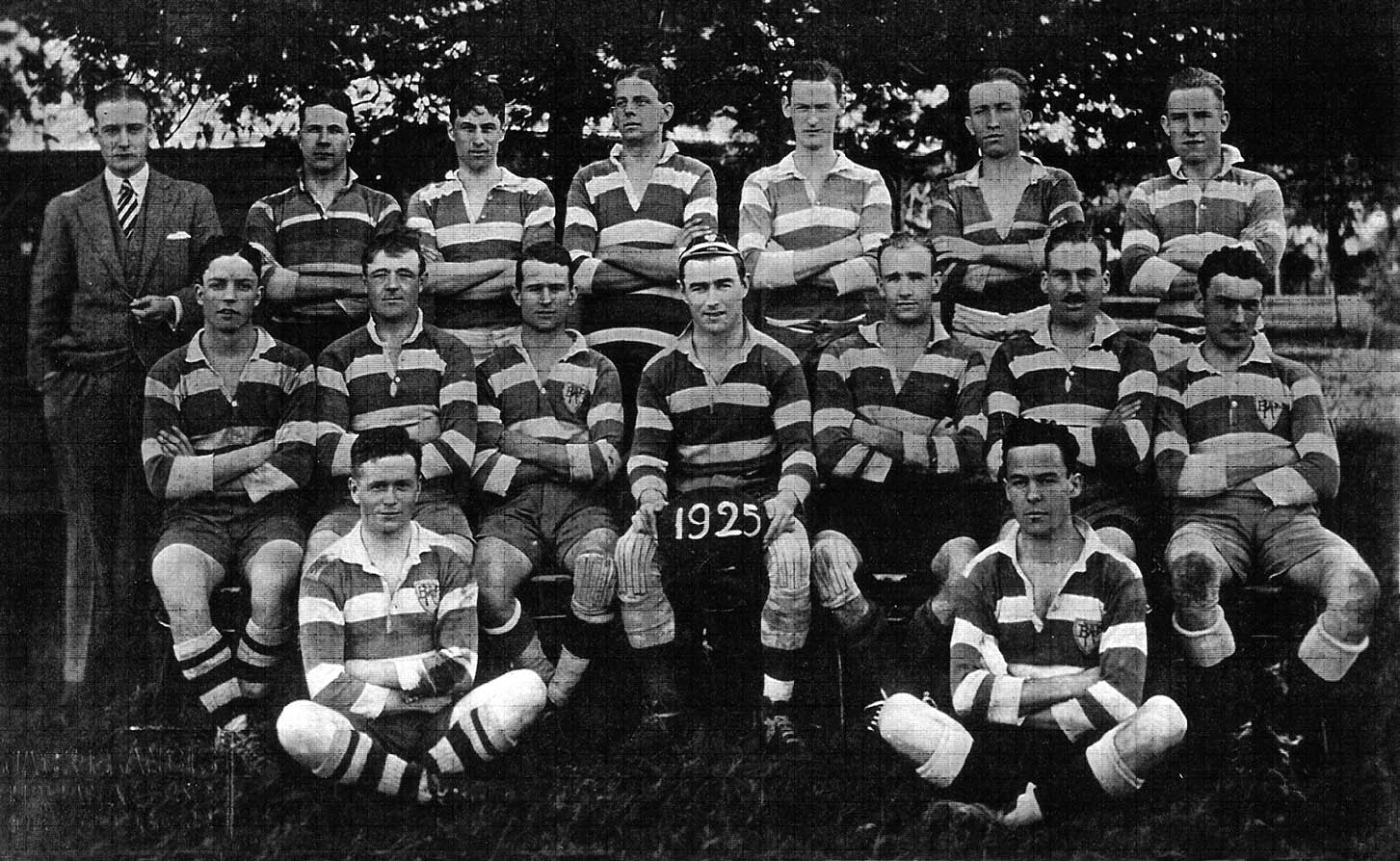
Equipo de ruby en 1925.

El rugby comenzó a ser practicado en el club en 1922, consolidándose desde ese momento como club de rugby y de hockey.
En 1947 la empresa ferroviaria fue nacionalizada por el Estado argentino y como resultado cambió su nombre a Ferrocarril General San Martín. El club cambió el nombre entonces a "Club Ferrocarril San Martín".
En 1962 el equipo de rugby logró su tercer ascenso a primera, saliendo segundo en el campeonato de 1963.

## Colores
Los colores del club están relacionados directamente con le empresa ferroviaria inglesa en la que se originó, porque eran los colores oficiales de la empresa, usados en las locomotoras y los vagones. El verde representa la pampa argentina; el azul simboliza el Océano Pacífico hacia el que se dirigía. Finalmente, el blanco representa las montañas nevadas de la cordillera de los Andes.

### Uniformes deportivos
|  |  |  |

De izquierda a derecha: 1) uniforme de hockey; 2) antiguo uniforme de rugby; 3) actual uniforme de rugby.

## Títulos

### Hockey sobre césped

#### Hombres
- Metropolitano Primera División: 2

1929, 1930
- Segunda División: 7

1960, 1961, 1962, 1963, 1964, 2002, 2012
- Copa Competencia: 1

1947
- Copa Baires: 1

2013

#### Mujeres
- Metropolitano Primera División: 5

1933, 1935, 1936, 1941, 1947

### Rugby
- Segunda División

1943, 1962, 2022